# Стара република
Стара република (на португалски: República Velha) е период от историята на Бразилия, обхващащ времето от края на Бразилската империя през 1889 година до преврата на Жетулиу Варгас и началото на Ерата на Варгас през 1930 година.
След смъртта на двамата си сина, последният бразилски император Педру II губи интерес към управлението и не се противопоставя на засилващото се недоволство на консервативните кръгове, недоволни от премахването на робството. На 15 ноември 1889 година е извършен военен преврат, оглавен от маршал Деодору да Фонсека, бъдещия първи президент на страната, и монархията е свалена. В началото републиканското управление е военна диктатура — армията контролира администрацията, свободата на печата е премахната и изборите се манипулират от военните власти. През 1894 година цивилните републиканци идват на власт, давайки начало на „продължителна гражданска война, финансова катастрофа и некомпетентност на правителството“. Едва през 1902 година новото правителство започва възвръщане към политиката от времето на Империята, обещавайки мир и ред в страната и възстановяване на международния престиж на Бразилия. Постигнат е успех с подписването на няколко международни договора, разширявайки (например с покупката на щата Акри) и гарантирайки бразилските граници. През 1917 година Бразилия се включва в Първата световна война на страната на Антантата и участва във военните действия в Атлантическия океан, както и с медицински части в Европа.
През 1920 година страната е обхваната от различни бунтове, организирани от млади офицери. В края на 20-те години режимът на Старата република е отслабен и деморализиран, което позволява на Жетулиу Варгас, току-що загубил изборите за президент, да дойде на власт чрез преврат.